# Olympische Sommerspiele 1988/Teilnehmer (Algerien)
| Gelbes Symbol für Goldmedaillen mit stilisierten Olympischen Ringen | Graues Symbol für Silbermedaillen mit stilisierten Olympischen Ringen | Braundes Symbol für Bronzemedaillen mit stilisierten Olympischen Ringen |
| ------------------------------------------------------------------- | --------------------------------------------------------------------- | ----------------------------------------------------------------------- |
| —                                                                   | —                                                                     | —                                                                       |

Algerien nahm an den Olympischen Sommerspielen 1988 in Seoul, Südkorea, mit einer Delegation von 42 Sportlern (40 Männer und zwei Frauen) teil.

## Teilnehmer nach Sportarten

### Boxen
- Yacine Sheikh
Halbfliegengewicht: 32. Platz

- Benaissa Abed
Fliegengewicht: 5. Platz

- Slimane Zengli
Bantamgewicht: 9. Platz

- Azzedine Saïd
Leichtgewicht: 9. Platz

- Noureddine Meziane
Halbmittelgewicht: 32. Platz

- Ahmed Dine
Mittelgewicht: 17. Platz

### Gewichtheben
- Azzedine Basbas
Bantamgewicht: 10. Platz

- Omar Yousfi
2. Schwergewicht: 14. Platz

### Handball
- Herrenteam
10. Platz

- Kader
Makhlouf Ait Hocine
Omar Azzeb
Abdelhak Bouhalissa
Ben Ali Beghouach
Mahmoud Bouanik
Salah Bouchekriou
Brahim Bourdrali
Mourad Boussebt
Ahcen Djeffal
Abu Sofiane Draouci
Fethnour Lacheheb
Kamel Ouchia
Abdel Salem Ben Magh Soula
Zineddine Mohamed Seghir

### Judo
- Ali Idir
Superleichtgewicht: 14. Platz

- Meziane Dahmani
Halbleichtgewicht: 34. Platz

- Mohamed Meridja
Leichtgewicht: 19. Platz

- Riad Chibani
Mittelgewicht: 13. Platz

- Boualem Miloudi
Schwergewicht: 19. Platz

### Leichtathletik
- Moustafa Kamel Salmi
100 Meter: Vorläufe
200 Meter: Viertelfinale

- Réda Abdenouz
800 Meter: Halbfinale

- Ahmed Bel Kessam
800 Meter: Viertelfinale

- Rachid Kram
1500 Meter: Halbfinale

- Allaoua Khellil
Marathon: 35. Platz

- Noureddine Tadjine
110 Meter Hürden: Viertelfinale

- Azzedine Brahmi
3000 Meter Hindernis: 13. Platz

- Abdel Wahab Ferguene
20 Kilometer Gehen: 32. Platz

- Mohamed Bouhalla
20 Kilometer Gehen: 34. Platz

- Lotfi Khaïda
Weitsprung: 29. Platz in der Qualifikation
Dreisprung: 30. Platz in der Qualifikation

- Hakim Toumi
Hammerwurf: 26. Platz in der Qualifikation

- Hassiba Boulmerka
Frauen, 800 Meter: Vorläufe
Frauen, 1500 Meter: Vorläufe

### Radsport
- Mohamed Mir
Straßenrennen, Einzel: 39. Platz

- Sebti Benzine
Straßenrennen, Einzel: 96. Platz

### Tennis
- Oarda Bouchabou
Frauen, Einzel: 33. Platz